# Abdulá Al Sharbatly
Abdulá Al Sharbatly (21 de septiembre de 1982) es un jinete saudita que compite en la modalidad de salto ecuestre.
Participó en los Juegos Olímpicos de Londres 2012, obteniendo una medalla de bronce en la prueba por equipos. Ganó una medalla de plata en el Campeonato Mundial de Saltos Ecuestres de 2010.

## Palmarés internacional
| Juegos Olímpicos   | Juegos Olímpicos           | Juegos Olímpicos  | Juegos Olímpicos |
| Año                | Lugar                      | Medalla           | Categoría        |
| ------------------ | -------------------------- | ----------------- | ---------------- |
| 2012               | Londres (Reino Unido)      | Medalla de bronce | Por equipos      |
| Campeonato Mundial |                            |                   |                  |
| Año                | Lugar                      | Medalla           | Categoría        |
| 2010               | Lexington (Estados Unidos) | Medalla de plata  | Individual       |